# Preuilly-la-Ville
Preuilly-la-Ville /pʁœjˈji la vil/ è un comune francese di 172 abitanti situato nel dipartimento dell'Indre nella regione del Centro-Valle della Loira.

## Società

### Evoluzione demografica
Abitanti censiti